# Chrysotropia
Chrysotropia är ett släkte av insekter som beskrevs av Navás 1911. Chrysotropia ingår i familjen guldögonsländor.
Släktet innehåller bara arten Chrysotropia ciliata.